# بورگویندهایم
بورگویندهایم (به آلمانی: Burgwindheim) یک شهر در آلمان است که در بامبرگ واقع شده‌است. بورگویندهایم ۱٬۴۲۳ نفر جمعیت دارد.